# Irfaan Ali
Mohamed Irfaan Ali (n. 25 aprilie 1980, Leonora⁠(d), Guyana) este un politician guianez care ocupă funcția de președinte al Guyanei din anul 2020. Membru al Partidului Progresist al Poporului/Civic (PPP/C), a fost anterior ministru al locuințelor și apelor între 2009 și 2015. Este primul musulman care deține această funcție și al doilea șef de stat musulman din Americi, după Noor Hassanali din Trinidad și Tobago.
Ali a fost membru al parlamentului (MP) și a făcut parte din guvernul condus de Donald Ramotar⁠(d) până în 2015. În 2020, a devenit candidatul prezidențial al PPP/C. A câștigat alegerile generale din martie 2020 și a fost învestit în funcția de președinte pe 2 august 2020, la câteva luni după victorie, din cauza disputelor juridice privind integritatea scrutinului și a renumărării tuturor buletinelor de vot.

## Biografie
Mohamed Irfaan Ali s-a născut la 25 aprilie 1980 într-o familie musulmană indo-guianeză, din părinții Bibi Shariman Neshaw și Mohamed Osman Ali, în satul Leonora, situat pe coasta de vest a regiunii Demerara din Guyana. Fiul a doi educatori și unul dintre cei doi frați, Ali și-a petrecut o parte importantă a copilăriei pe insula Leguan.
Stră-stră-străbunicii săi materni, Ujiari și Bujhawan, proveneau din satul Basi, thana Telogepur, districtul Basti din actualul stat Uttar Pradesh, India. Ali descinde din ei prin fiul acestora, Dildar. În 1894, Dildar, Ujiari, alți patru copii ai ei, o noră și ea însăși au emigrat în Guyana Britanică ca muncitori contractuali, la bordul navei Rhine. Au fost angajați cu contract la plantația Success din Leguan.
Ali a urmat cursurile școlilor Leonora Nursery, Leonora Primary și Cornelia Ida Primary. Și-a finalizat studiile secundare la St. Stanislaus College din Georgetown, Guyana.
Deține un doctorat în planificare urbană și regională de la University of the West Indies. În 2003, a obținut un master în planificarea și dezvoltarea resurselor umane de la National Institute of Labour Economics, afiliat Guru Gobind Singh Indraprastha University, New Delhi. În 2023, aceeași instituție i-a conferit un doctorat onorific. De asemenea, deține un Master of Arts în planificare a forței de muncă, o diplomă postuniversitară în afaceri internaționale și un certificat postuniversitar în finanțe de la Anglia Ruskin University, un master în drept comercial internațional de la University of Salford și o diplomă de licență cu onoruri în managementul afacerilor de la University of Sunderland.

## Carieră profesională
Mohamed Irfaan Ali a ocupat funcția de manager de proiect în cadrul Unității de Implementare a Proiectelor finanțate de Caribbean Development Bank (în română Banca de Dezvoltare a Caraibelor) în cadrul Ministerului Finanțelor al Guyanei și a fost planificator principal în State Planning Secretariat (Secretariatul de Planificare de Stat).

## Debutul în cariera politică
Ali a devenit membru al Adunării Naționale a Guyanei în 2006. A fost numit ministru al locuințelor și al resurselor de apă, precum și ministru al turismului, industriei și comerțului.
În timpul mandatului său ministerial, Ali a exercitat atribuțiile președintelui și ale prim-ministrului în ocazii distincte. În 2015, când Partidul Progresist al Poporului/Alianța Civică a trecut în opoziție, el a devenit președintele Comitetului pentru Conturi Publice și copreședinte al Comitetului pentru Servicii Economice din parlamentul Guyanei.

## Președinția

### Candidatura
Mohamed Irfaan Ali a fost candidatul prezidențial al Partidului Progresist al Poporului/Alianța Civică pentru alegerile generale și regionale din Guyana, desfășurate la 2 martie 2020. A fost desemnat oficial candidat la președinție pe 19 ianuarie 2019.
Desemnarea sa a survenit într-un context controversat, în care Ali fusese inculpat de Special Organized Crime Unit (SOCU) din Guyana pentru 19 capete de acuzare de conspirație și fraudă. Avocații lui Ali au contestat legalitatea acuzațiilor, susținând că acestea erau motivate politic și fabricate („trumped up”). La momentul candidaturii sale, acuzațiile nu fuseseră judecate în mod complet în instanță.
Imediat după anunțarea candidaturii, Ali a fost acuzat și de fraudă academică, adversarii politici susținând că ar fi falsificat o calificare în tinerețe. Totodată, a fost pus sub acuzare pentru 19 capete suplimentare de fraudă, acuzat că ar fi prejudiciat statul cu peste 174 de milioane de dolari între 2011 și 2015, prin subevaluarea intenționată a 19 loturi de terenuri de stat situate în Plantation Sparendaam și Goedverwagting, vândute unor oficiali guvernamentali.
Procesul a fost amânat în repetate rânduri, iar Ali a fost eliberat pe cauțiune personală. Terenurile respective, vândute pentru 39,8 milioane GYD, erau evaluate de SOCU la 212,4 milioane GYD. Pe 14 august, toate acuzațiile au fost respinse.

### Campania
În campania prezidențială din 2020, Ali s-a concentrat pe un program economic, criticând scăderea creșterii economice și creșterea șomajului în timpul administrației Granger. A promis crearea a 50.000 de locuri de muncă în decurs de cinci ani.
Ali a pus accent pe necesitatea transparenței și alinierea la standardele internaționale în gestionarea sectorului petrolier emergent al Guyanei, despre care se estimează că va transforma economia țării. El s-a angajat să creeze un fond suveran de investiții „protejat împotriva ingerințelor politice” și să consolideze capacitatea Guyanei de a respecta Principiile de la Santiago și cerințele globale ale Inițiativei pentru Transparența Industriilor Extractive (EITI).

### Politica externă

#### Statele Unite ale Americii

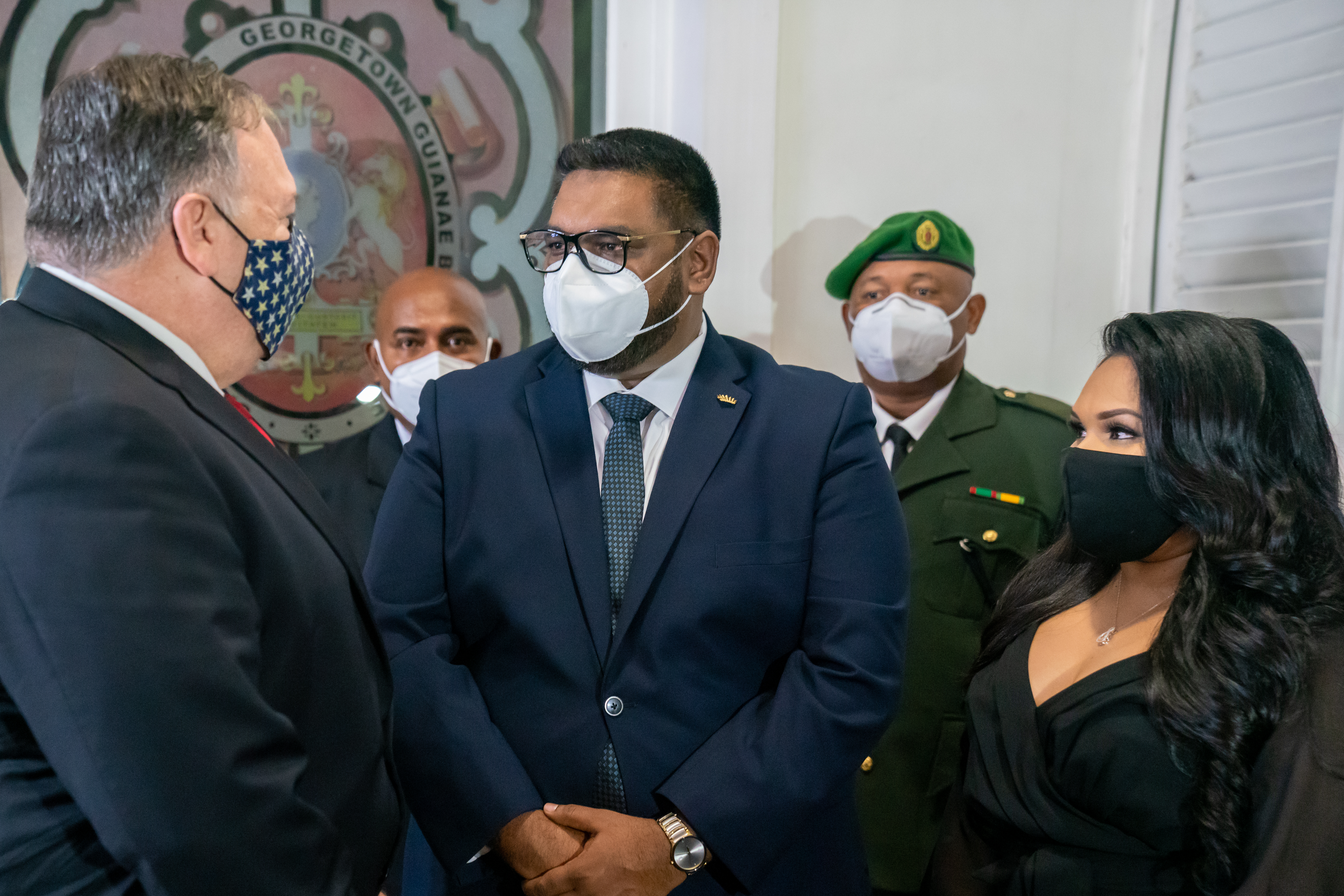
Mohamed Irfaan Ali și secretarul de stat american Mike Pompeo

În septembrie 2020, Mohamed Irfaan Ali și secretarul de stat american Mike Pompeo au emis o declarație comună prin care au anunțat inițierea unor patrulări maritime comune axate pe combaterea traficului de droguri în apropierea graniței disputate dintre Guyana și Venezuela. Acordul a venit în contextul în care compania americană ExxonMobil, parte a unui consorțiu cu Hess Corp, intensifica producția de țiței în blocul offshore Stabroek din Guyana, o zonă disputată parțial de Venezuela. Pompeo și Ali au subliniat că „o securitate mai mare, o capacitate sporită de a înțelege spațiul de graniță și ceea ce se întâmplă în zona economică exclusivă sunt aspecte care oferă suveranitate Guyanei”.

#### Israel
În aprilie 2024, Ali a condamnat acțiunile Israelului în Fâșia Gaza, calificându-le drept „nimic mai puțin decât genocid”.

## Distincții și premii
- India – Pravasi Bharatiya Samman

În 2023, Guvernul Indiei i-a conferit lui Ali distincția Pravasi Bharatiya Samman (Premiul pentru Indieni din Diaspora), în semn de recunoaștere pentru contribuția sa în domeniul „politicii/bunăstării comunității” și pentru „realizările remarcabile atât în India, cât și în străinătate”.
- Barbados – Order of Freedom of Barbados

Tot în 2023, Guvernul Barbados i-a acordat Ordinul Libertății Barbadosului, recunoscând „angajamentul puternic pentru sporirea cooperării regionale, integrarea socială și economică, în special în domeniul securității alimentare și nutriționale, precum și pentru sprijinul acordat poporului din Barbados și regiune”.